# مسجد مقیم فیروزآباد
مسجد مقیم فیروز آباد مربوط به سدهٔ ۱۰ ه.ق است و در میبد، در مسیر بازارچه جمالی، واقع در زیر محله طاحونه واقع شده و این اثر در تاریخ ۲ بهمن ۱۳۸۲ با شمارهٔ ثبت ۱۰۸۹۳ به‌عنوان یکی از آثار ملی ایران به ثبت رسیده است.